# بادبان‌های برافراشته
بادبان‌های برافراشته (رومانیایی: Toate pînzele sus) نام یک مجموعهٔ تلویزیونی رومانیایی ۱۲ قسمتی است که بر پایهٔ رمانی به همین نام ساخته و در سال ۱۹۷۷ میلادی منتشر شد.

## خلاصه داستان
این سریال در بارهٔ ماجراهایی است که برای دو دوست «آنتون لوپان» (رومانیایی) و «پی‌یر وَیان» (فرانسوی) رخ می‌دهد. آنتون لوپان به‌دنبال کشتی بادبانی دو دکله‌ای به نام «اسپرانتا» است که متعلق به او و دوست فرانسوی‌اش است، غافل از اینکه این کشتی مورد حملهٔ دزدان دریایی واقع شده‌است. او همچنین در جستجوی این دوست فرانسوی‌اش است تا با او، راهی سرزمین‌های جدید و ناشناخته‌ای شوند که هیچ‌کس - از جمله پدر پی‌یر - تابحال موفق به کشف آنها نشده یا زنده از آنها برنگشته و همگی در این جستجو ناموفق بوده‌اند. او کشتی را می‌یابد، اما هیچ خبری از دوست فرانسوی‌اش نیست. در نتیجه مجبور می‌شود خود به‌تنهایی سفر را آغاز کرده و به اقیانوس اطلس برود تا در نهایت به تیرا دل فوئگو برسند. طی این مسیر ماجراهای گوناگونی برای سرنشینان این کشتی رخ می‌دهد؛ از مواجهه با دزدان دریایی بربر گرفته تا تلاش برای نجاتِ جان «ایزما» - آشپز کشتی - که در بندرهای آمریکای جنوبی شرط‌بندی‌های ناعاقلانه‌ای می‌کند و دچار دردسر می‌شود. اما سرنشینان این کشتی همگی شجاع، استوار و نیک‌نفس هستند و سرانجام می‌توانند به کاپیتان کشتی کمک کرده تا دوست گم‌شده‌اش را بیابد.

## بازیگران

### نقش‌های اصلی
- یون بسویو در نقش «آنتون لوپان»
- ایلاریون چوبانو در نقش «گراسیم»
- سباستیان پاپایانی در نقش «یرِمیا»
- ژان کنستانتین در نقش «اسماعیل» (در دوبلهٔ فارسی: «ایزما»)
- جورجه پائول آورام در نقش «هارالامب»
- کریستیان شوفرون در نقش «میهو»
- ژولیتا سونی در نقش «آدنانا»
- سگی به نام لابوش

### نقش‌های فرعی
- کولئا رائوتو در نقش «اسپانو»
- ارنست مافتِـی در نقش «الکلاف»
- تامارا بوچوچانو در نقش «همسر الکلاف»
- گئورگه ویسو در نقش «بلک پدرو»
- یون دیچیسانو در نقش «پی‌یر وَیان»
- دورین دِرون در نقش «کورت اِشلیمباخ»
- آئورل جورومیا در نقش «آگوپ»
- ژان لورین فلورسکو در نقش «مارتین استریکلند»
- واسیله نیتسولسکو در نقش «نگهبان فانوس دریایی سولینا»
- اکتاو انیگارسکو در نقش «ناخدای بندر سولینا»
- ماریوس پپینو در نقش «تاجر اهل مارسی»
- تودورل پوپا در نقش «پدرِ آدنانا»
- نوکو پائونسکو در نقش «ناخدا یانی»
- یون بوگ در نقش «کریستا بوسویوک»
- یون آنگل در نقش «ملوان دزد»
- نیکلائه استروئه در نقش «بازرگان یونانی»
- هارالامبیه بوروش در نقش «ناخدای بندر اوسوایا»
- هوریا کاچولسکو در نقش «مالک مهمانسرا»
- تئودور پاکا در نقش «دزد دریایی ریش سفید»
- آریستیده تیکا در نقش «مالک آبجو فروشی»
- نیکلائه کورژوس در نقش «ستوان پلیس، رئیس گشت نگهبانی رودخانه»
- هریستو نیکلائیده در نقش «یانوس یاکوماکیس»
- فلورین پوکا (قسمت‌های ۱، ۴ و ۵)
- گئورگه ناگی (بازیگر میهمان در قسمت ۱)
- ژان یونسکو
- ویرجیل آندریسکو
- دومیترو روکارانو
- گئورگه شیمونکا
- رومولوس باربولسکو
- رودی رزنفلد
- فلورینا چرچل
- زفی آلشک
- هوریا کاچولسکو
- دومیترو روکارانو

## بازخورد
برخی منتقدان هنری، بادبان‌های برافراشته را از بهترین آثار تلویزیونی کشور رومانی در چند دهه اخیر قلمداد کرده و معتقدند، صنعت سینما و تلویزیون رومانی، کمتر قادر به تهیه و تولید چنین اثر خوب و قابل دفاعی باشد. این سریال هوای ژول ورن‌گونه‌ای دارد و در نهایت اثری به یادماندنی شده‌است. نباید فراموش کرد که این سریال تلویزیونی، پس از انقلاب فرهنگی دولت کمونیستی وقت در رومانی ساخته شد و تهیهٔ سریالی با این فضای خاص، در آن دوران کمی تعجب‌برانگیز بود.